# Полк (Огайо)
Полк (англ. Polk) — селище (англ. village) в США, в окрузі Ешленд штату Огайо. Населення — 310 осіб (2020).

## Географія
Полк розташований за координатами 40°56′43″ пн. ш. 82°12′52″ зх. д. / 40.94528° пн. ш. 82.21444° зх. д. (40.945159, -82.214324).  За даними Бюро перепису населення США в 2010 році селище мало площу 2,68 км², з яких 2,62 км² — суходіл та 0,06 км² — водойми.

## Демографія
Згідно з переписом 2010 року, у селищі мешкало 336 осіб у 129 домогосподарствах у складі 87 родин. Густота населення становила 125 осіб/км².  Було 136 помешкань (51/км²).
Расовий склад населення:
| - 97,0 % — білих - 0,3 % — чорних або афроамериканців |

До двох чи більше рас належало 1,8 %. Частка іспаномовних становила 2,4 % від усіх жителів.
За віковим діапазоном населення розподілялося таким чином: 27,1 % — особи молодші 18 років, 61,6 % — особи у віці 18—64 років, 11,3 % — особи у віці 65 років та старші. Медіана віку мешканця становила 39,3 року. На 100 осіб жіночої статі у селищі припадало 90,9 чоловіків;  на 100 жінок у віці від 18 років та старших — 88,5 чоловіків також старших 18 років.
Середній дохід на одне домашнє господарство  становив 50 319 доларів США (медіана — 41 771), а середній дохід на одну сім'ю — 55 519 доларів (медіана — 44 063). За межею бідності перебувало 9,4 % осіб, у тому числі 16,3 % дітей у віці до 18 років та 5,1 % осіб у віці 65 років та старших.
Цивільне працевлаштоване населення становило 151 осіб. Основні галузі зайнятості: освіта, охорона здоров'я та соціальна допомога — 19,9 %, виробництво — 17,9 %, роздрібна торгівля — 10,6 %, мистецтво, розваги та відпочинок — 9,9 %.